# Prosynthetoceras
Prosynthetoceras es un género extinto de Artiodactyla, de la familia Protoceratidae, endémico de América del norte del Mioceno temprano (etapas Hemingfordiana a Barstoviana) 20.6—13.6 Ma, existiendo aproximadamente 7 millones de años.

## Taxonomía
Prosynthetoceras fue nombrado por Patton (1967) [nombrado como subgénero de Synthetoceras por Frick 1937; posteriormente clasificado como un género independiente. Fue asignado a Protoceratidae por Patton (1967) y Carroll (1988); y a Synthetoceratini por Webb (1981), Prothero (1998), Webb et al. (2003) y Prothero y Ludtke (2007).

## Morfología
Por su aspecto, Prosynthetoceras se parecía mucho a Syndyoceras, Kyptoceras, y Synthetoceras con cuernos de hocico y cuernos craneales por encima de los casquetes orbitales.

### Masa corporal
Cuatro especímenes de fósil de Prosynthetoceras fueron estudiados por M. Mendoza, C. M. Janis, y P. Palmqvist, para determinar la masa de su cuerpo.
- Espécimen 1: 95.5kg (210lb)
- Espécimen 2: 88.2kg (190lb)
- Espécimen 3: 108,2 kg (238,5 lb) (240lb)
- Espécimen 4: 78.9kg (170lb)